# Кацарський Олександр Іванович
Кацарський Олександр Іванович (25 квітня 1969; Болград, Одеська область, УРСР — 9 січня 2005; Ес-Сувейра, Ірак) — український військовик, миротворець, начальник електротехнічного відділення інженерно-саперного взводу 72-го окремого механізованого батальйону.

## Біографія
Народився 25 квітня 1969 року на Одещині. З 1976 по 1986 рік навчався у школі №2 міста Болград.
Брав участь в миротворчих місіях в Лівані та Югославії.
У 2005 році брав участь у миротворчій місії в Іраку у складі 7 ОМБр, був начальником електротехнічного відділення інженерно-саперного взводу 72-го окремого механізованого батальйону.
9 січня 2005 року неподалік міста Ес-Сувейра сили іракської поліції провели операцію з викриття схованки та вилучення великої кількості боєприпасів. Для їх знешкодження було викликано окремий спеціальний саперний загін Республіки Казахстан. Для забезпечення роботи казахських саперів та надання їм необхідної допомоги на місце виїхала група українських миротворців зі складу 72-го окремого механізованого батальйону. Боєприпаси, серед яких було 35 авіаційних бомб, були перевезені на трьох машинах на спеціально визначене місце для знешкодження. Згодом пролунав потужний вибух, в результаті якого загинуло 7 українських військовослужбовців, у тому числі прапорщик Олександр Кацарський. Вибух був спланований та введений в дію стороннім електронним пристроєм.
Сім'я загиблого миротворця отримала грошову компенсацію в розмірі $105 тисяч.
Похований у Болграді.

### Вшанування пам'яті
10 січня 2006 року у місті Житомир було відкрито пам'ятник українським миротворцям, які загинули неподалік іракського міста Ес-Сувейра під час виконання миротворчої місії в Республіці Ірак. Серед імен на пам'ятнику значиться і Олександр Кацарський.
У 2015 році в школі №2 міста Болград було відкрито меморіальну дошку Олександру Кацарському.

## Особисте життя
Був одружений.

## Нагороди
- орден «За мужність» І ступеня (12 січня 2005) — за мужність і відвагу, виявлені при виконанні миротворчих завдань у Республіці Ірак[9]